# Allogromiidae
Allogromiidae es una familia de foraminíferos bentónicos del suborden Allogromiina y del orden Allogromiida. Su rango cronoestratigráfico abarca desde el Ordovícico superior hasta la Actualidad.

## Clasificación
Allogromiidae incluye a las siguientes subfamilias y géneros:
- Subfamilia Allogromiinae
  - Allogromia
  - Archaeochitinia †
  - Archaeochitosa †
  - Chitinolagena †
  - Chitinosaccus
  - Chitinosiphon
  - Cylindrogullmia
  - Diplogromia
  - Gloiogullmia
  - Guanduella
  - Labyrinthochitinia †
  - Lieberkuehnia
  - Marsupulina
  - Paralieberkuehnia
  - Penardogromia
  - Periptygma
  - Pleurophrys
  - Rhynchogromia
  - Rhynchosaccus
  - Saedeleeria
  - Sphairogullmia
  - Xenothekella
- Subfamilia Shepheardellinae
  - Nemogullmia
  - Phainogullmia
  - Shepheardella
  - Tinogullmia
- Subfamilia Argillotubinae
  - Argillotuba
  - Conicotheka
  - Dactylosaccus
  - Dendrotuba
  - Micatuba
  - Micrometula
  - Nodellum
  - Resigella

Otros géneros de Allogromiidae no asignados a ninguna subfamilia son:
- - Blysmasphaera
  - Edaphoallogromia
  - Goodayia
  - Incola
  - Rynchogromia
  - Vellaria

Otros géneros considerados en Allogromiidae son:
- Allelogromia de la subfamilia Allogromiinae, aceptado como Diplogromia
- Rhabdogromia de la subfamilia Argillotubinae, aceptado como Micatuba

Otros géneros considerados en Allogromiidae son:
- Allelogromia de la subfamilia Allogromiinae, aceptado como Diplogromia
- Bellarium de la subfamilia Shepheardellinae
- Craterina de la subfamilia Allogromiinae, aceptado como Allogromia
- Faralieberkuehnia de la subfamilia Allogromiinae
- Krymia de la subfamilia Shepheardellinae
- Rhabdogromia de la subfamilia Argillotubinae, aceptado como Micatuba